# Escándalo de Susurluk
El escándalo de Susurluk (Susurluk skandalı en turco) fue un acontecimiento que tuvo lugar el 3 de noviembre de 1996 en la localidad turca de Susurluk, pequeña ciudad situada en la provincia de Balıkesir. 
Ese día, un accidente de coche fortuito desencadenó una serie de circunstancias que provocaron un auténtico escándalo en la opinión pública, con la vinculación de acciones políticas, policiacas y de tintes mafiosos. Las víctimas fueron un diputado cercano del poder, un jefe de las guardias de pueblo, milicia kurda progubernamental encargada de combatir a los rebeldes del PKK, y un jefe mafioso notorio, Abdullah Çatlı, dirigente de la organización ultranacionalista Lobos Grises. 
Este asunto dio lugar a una viva controversia en la opinión y en el Parlamento: que cuelga semanas, de los ciudadanos apagan la luz un minuto por noche para reclamar la "luz" sobre este asunto. El ministro del Interior Mehmet Ağar tuvo que dimitir pero, protegido por su inmunidad parlamentaria, no fue procesado hasta 2007, una vez que hubo pasado el escándalo. Fue condenado a cinco años de prisión en septiembre de 2011, pero se benefició de una liberación condicional en 2013·